# Nathaniel Brown
Nathaniel Brown (Amberg, 16 juni 2003) is een voetballer met de Duitse nationaliteit en Amerikaanse roots die doorgaans als linkervleugelverdediger speelt. In januari 2024 maakte hij de overstap van 1. FC Nürnberg naar Eintracht Frankfurt.

## Clubloopbaan

### Jeugd
Brown begon met voetballen bij de amateurs van TSV Kümmersbruck om in 2016 via Jahn Regensburg in de jeugdacademie van 1. FC Nürnberg te belanden. Daar maakte hij op 10 augustus 2019 zijn debuut in de onder-17 tijdens de thuiswedstrijd tegen de leeftijdsgenoten van SC Freiburg. Hij startte direct in de basis. In maart 2020 kwam zijn eerste seizoen in deze leeftijdscategorie vroegtijdig ten einde vanwege de genomen maatregelen tegen COVID-19. In het seizoen 2020/21 werd hij  onderdeel van de onder-19 waarin hij op 19 september zijn eerste speelminuten maakte in de met 1-1 gelijkgespeelde uitwedstrijd tegen FC Ingolstadt. In zijn tweede seizoen (2011/22) scoorde hij op 21 augustus tijdens de openingswedstrijd van de competitie zijn eerste en enige competitiedoelpunt in deze leeftijdscategorie. In het met 1-2 gewonnen uitduel tegen de leeftijdsgenoten van SpVgg Unterhaching maakte hij in de 87e minuut de winnende treffer. Gedurende dit seizoen kwam hij regelmatig in actie bij het tweede elftal. Dit was tevens zijn laatste seizoen bij de junioren omdat hij de overstap maakte naar de senioren.

### 1. FC Nürnberg
Op 6 maart 2022 maakte Brown als A-junior zijn basisdebuut in het tweede elftal bij de senioren in Regionalliga Bayern tijdens de thuiswedstrijd tegen TSV Buchbach. Hij zou de rest van het seizoen nog zes keer van de partij zijn in het tweede elftal. In de zomer van 2022 tekende hij zijn eerste profcontract.  In het seizoen 2022/23 speelde hij wederom in het tweede elftal waarbij hij op 28 augustus zijn eerste doelpunt bij de senioren maakte tijdens de met 8-1 gewonnen thuiswedstrijd tegen DJK Vilzing. In de 28e minuut zette hij zijn ploeg op een 3-0 voorsprong. De komst van Dieter Hecking als vervanger van de ontslagen trainer Markus Weinzierl bij het eerste elftal pakte goed uit voor Brown. Hij maakte allereerst op 10 maart zijn debuut tijdens de thuiswedstrijd in de 2. Bundesliga  tegen Eintracht Braunschweig. Hij kwam in de blessuretijd in de ploeg voor Jens Castrop. In de week daarna liet de voormalige trainer van onder andere Hannover 96 hem in de uitwedstrijd tegen Arminia Bielefeld als linkervleugelverdediger in de basis starten. Op 22 april maakte hij zijn eerste doelpunt in het betaalde voetbal tijdens de met 2-0 gewonnen thuiswedstrijd tegen Fortuna Düsseldorf. Na een voorzet van Mats Møller Dæhli bracht hij zijn ploeg in de 10e minuut op een 1-0 voorsprong. Aan het einde van het seizoen werd zijn contract opengebroken en met een onbekende looptijd verlengd. In zijn tweede seizoen (2023/24) werd zijn voormalig coach van het tweede elftal Cristian Fiél zijn nieuwe trainer. Dit betekende de definitieve doorbraak van Brown bij de Zuid-Duitse club omdat er voor hem vanaf de eerste competitiewedstrijd een basisplaats was ingeruimd. Zijn goede spel werd opgemerkt door het in de Bundesliga spelende Eintracht Frankfurt waardoor hij in de winterstop werd weggekocht waarbij was afgesproken dat hij het seizoen bij Nürnberg zou afmaken. Hij zou dit seizoen in totaal 27 keer in de basis verschijnen en met Nürnberg op de 12e plaats eindigen.

### Eintracht Frankfurt
In de winterstop van het seizoen 2023/24 werd bekend dat Brown contract tot 2029 bij de club uit de stad Frankfurt am Main had getekend. Er was eveneens afgesproken dat hij het seizoen bij 1. FC Nürnberg zou afmaken. Na zijn definitieve komst in de zomer van 2024 maakte hij op 27 oktober zijn eerste speelminuten in de Bundesliga tijdens de uitwedstrijd tegen 1. FC Union Berlin. In het Stadion An der alten Försterei bracht trainer Dino Toppmöller hem in de 81 minuut in de ploeg voor Omar Marmoush. Een week later op 2 november maakte hij zijn basisdebuut waarin hij tevens zijn eerste doelpunt maakte in het shirt van Frankfurt. In het met 7-2 gewonnen thuisduel tegen VfL Bochum maakte hij na een pass van Nnamdi Collins de 4-0. Door zijn goede spel dwong hij een basisplaats af en won hij in november het door de Bundesliga uitgegeven de Rookie of the month Award.

## Clubstatistieken
| Seizoen                       | Club                | Competitie          | Competitie | Competitie | Beker | Beker | Internationaal | Internationaal | Overig | Overig | Totaal | Totaal |
| Seizoen                       | Club                | Competitie          | Wed.       | Dlp.       | Wed.  | Dlp.  | Wed.           | Dlp.           | Wed.   | Dlp.   | Wed.   | Dlp.   |
| ----------------------------- | ------------------- | ------------------- | ---------- | ---------- | ----- | ----- | -------------- | -------------- | ------ | ------ | ------ | ------ |
| 2021/22                       | 1. FC Nürnberg II   | Regionalliga Bayern | 7          | 0          | 0     | 0     | –              | –              | 0      | 0      | 7      | 0      |
| 2022/23                       | 1. FC Nürnberg II   | Regionalliga Bayern | 20         | 1          | 0     | 0     | –              | –              | 11     | 1      | 31     | 2      |
| 2023/24                       | 1. FC Nürnberg      | 2. Bundesliga       | 13         | 0          | 3     | 0     | –              | –              | 0      | 0      | 16     | 0      |
| 2023/24                       | → 1. FC Nürnberg    | 2. Bundesliga       | 16         | 0          | 0     | 0     | –              | –              | 0      | 0      | 16     | 0      |
| 2024/25                       | Eintracht Frankfurt | Bundesliga          | 8          | 3          | 3     | 0     | –              | –              | 0      | 0      | 11     | 3      |
| Carrière totaal               | Carrière totaal     | Carrière totaal     | 64         | 4          | 6     | 0     | –              | –              | 11     | 1      | 81     | 5      |
| Bijgewerkt tot 5 januari 2025 |                     |                     |            |            |       |       |                |                |        |        |        |        |

- In het seizoen 2021/22 speelde Brown als A-junior zeven wedstrijden met het tweede elftal van 1. FC Nürnberg mee;
- Hij kwam in het seizoen 2022/23 als speler van het tweede elf keer in actie bij het eerste elftal.

## Interlandloopbaan
Brown bleef langere tijd onder de radar bij de Duitse voetbalbond en hij speelde daardoor alleen jeugdinterlands voor  Duitsland –21. Hij speelde tot op heden 7 interlands waarin hij een keer het net wist te vinden. In deze wedstrijden stond hij met onder andere Youssoufa Moukoko, Eric Martel, Rocco Reitz en Nicolò Tresoldi op het veld.

### Duitse jeugdelftallen
Op 8 september 2023 maakte Brown onder bondscoach Antonio Di Salvo zijn basisdebuut in Duitsland –21 tijdens de oefenwedstrijd tegen de leeftijdsgenoten uit Oekraïne. Op 15 november 2024 scoorde hij in de oefenwedstrijd tegen Denemarken zijn eerste doelpunt tijdens een jeugdinterland. In het met 3-0 gewonnen thuisduel maakte hij na een assist van Nick Woltemade de 2-0. Brown kwalificeerde zich met Duitsland voor het Europees Kampioenschap 2025 in Slowakije.

#### Europese kampioenschappen
| Jeugdinterlands van Nathaniel Brown voor Duitsland () | Jeugdinterlands van Nathaniel Brown voor Duitsland () | Jeugdinterlands van Nathaniel Brown voor Duitsland () | Jeugdinterlands van Nathaniel Brown voor Duitsland () | Jeugdinterlands van Nathaniel Brown voor Duitsland () | Jeugdinterlands van Nathaniel Brown voor Duitsland () |
| №                                                     | Datum                                                 | Wedstrijd                                             | Uitslag                                               | Soort Wedstrijd                                       | Doelpunten                                            |
| Als speler bij Duitsland –21                          | Als speler bij Duitsland –21                          | Als speler bij Duitsland –21                          | Als speler bij Duitsland –21                          | Als speler bij Duitsland –21                          | Als speler bij Duitsland –21                          |
| ----------------------------------------------------- | ----------------------------------------------------- | ----------------------------------------------------- | ----------------------------------------------------- | ----------------------------------------------------- | ----------------------------------------------------- |
| 1.                                                    | 8 september 2023                                      | Duitsland – Oekraïne                                  | 2 – 0                                                 | Vriendschappelijk                                     |                                                       |
| 2.                                                    | 12 september 2023                                     | Kosovo – Duitsland                                    | 0 – 3                                                 | EK-kwalificatie 2025                                  |                                                       |
| 3.                                                    | 17 oktober 2023                                       | Duitsland – Estland                                   | 4 – 1                                                 | EK-kwalificatie 2025                                  |                                                       |
| 4.                                                    | 21 november 2023                                      | Duitsland – Polen                                     | 3 – 1                                                 | EK-kwalificatie 2025                                  |                                                       |
| 5.                                                    | 10 september 2024                                     | Estland – Duitsland                                   | 1 – 10                                                | EK-kwalificatie 2025                                  |                                                       |
| 6.                                                    | 15 november 2024                                      | Duitsland – Denemarken                                | 3 – 0                                                 | Vriendschappelijk                                     | Goal                                                  |
| 6.                                                    | 19 november 2024                                      | Frankrijk – Duitsland                                 | 2 – 2                                                 | Vriendschappelijk                                     |                                                       |
| Bijgewerkt tot 5 januari 2025                         |                                                       |                                                       |                                                       |                                                       |                                                       |

## Persoonlijk
Brown is in Amberg geboren en heeft een Amerikaanse vader.